# Všechno bude
Všechno bude je český film režiséra Olma Omerzu z roku 2018. Jedná se o road movie o dvou nedospělých chlapcích, kteří se sami vydávají na cestu autem. Film byl uveden na MFF v Karlových Varech.

## Obsazení
| Tomáš Mrvík        | Marek Mikule zvaný Mára           |
| Jan František Uher | Kája zvaný Heduš, Markův kamarád  |
| Eliška Křenková    | stopařka Bára                     |
| Lenka Vlasáková    | policistka strážmistr Freiwaldová |
| Martin Pechlát     | policista nadstrážmistr           |

## Recenze
- Tomáš Stejskal, Aktuálně.cz
- Rimsy, MovieZone.cz
- František Fuka, FFFilm

## Ocenění
V soutěži Český lev 2018 film vyhrál celkem v šesti kategoriích včetně nejlepší režie a scénáře a stal se filmem roku 2018. V hereckých kategoriích ve vedlejších rolích za snímek zvítězili Eliška Křenková a Jan František Uher, oceněna byla také Jana Vlčková za nejlepší střih. Filmový kritik Kamil Fila vítězství snímku ze současnosti interpretoval jako možný důsledek přesycenosti české kinematografie a divácké i odborné obce poněkud neoriginálními filmy z tuzemského subžánru protikomunistických retro filmů.